# Студенческий парк (Львов)

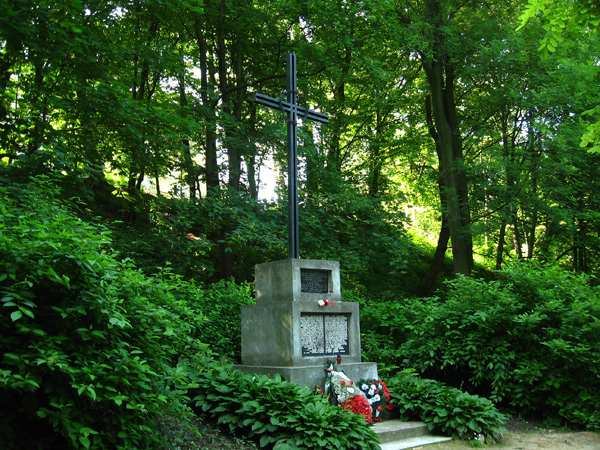
Памятник польским интеллигентам и членам их семей, расстрелянным на территории нынешнего Студенческого парка в июле 1941 года

Студе́нческий парк (укр. Студентський парк) — небольшой парк во Львове (Украина).
Расположен на склонах горы между улицами Сахарова и Бой-Желенского (Франковский район Львова). Студенческий парк расположен возле общежитий Львовской политехники, откуда и получил своё название (малоизвестное и неиспользуемое). В польский период истории Львова это место называлось Вулецкими холмами. Общая площадь зелёной зоны — 15 га, в границах парка — 6 га.
В июле 1941 года после вступления во Львов нацистских оккупантов здесь происходило уничтожение польских интеллигентов. В память об этих событиях в начале XXI века установлен каменный знак.